# Greater Vancouver Open
O Greater Vancouver Open foi um torneio masculino de golfe do PGA Tour, que foi disputado entre os anos de 1996 e 2002, no Northview Golf & Country Club, em Surrey, na Colúmbia Britânica, no Canadá. A bolsa de premiação do torneio de 2002 foi de três milhões e quinhentos mil dólares norte-americanos, seiscentos e trinta mil para o vencedor. Esta não foi a primeira vez que o PGA Tour organizou um torneio no Canadá. Em 1955 Dow Finsterwald conquistou o título do torneio não oficial British Columbia Open Invitational, e Jim Ferree saiu vitorioso do Vancouver Open Invitational, em 1958.

## Campeões
| Ano                     | Campeão                 | País                    | Pontuação               | Par                     | Margem                  | Vice-campeão(ões)                    |
| Air Canada Championship | Air Canada Championship | Air Canada Championship | Air Canada Championship | Air Canada Championship | Air Canada Championship | Air Canada Championship              |
| ----------------------- | ----------------------- | ----------------------- | ----------------------- | ----------------------- | ----------------------- | ------------------------------------ |
| 2002                    | Gene Sauers             | Estados Unidos          | 269                     | −15                     | 1 tacada                | Steve Lowery                         |
| 2001                    | Joel Edwards            | Estados Unidos          | 265                     | −19                     | 7 tacadas               | Steve Lowery                         |
| 2000                    | Rory Sabbatini          | África do Sul           | 268                     | −16                     | 1 tacada                | Grant Waite                          |
| 1999                    | Mike Weir               | Canadá                  | 266                     | −18                     | 2 tacadas               | Fred Funk                            |
| Greater Vancouver Open  |                         |                         |                         |                         |                         |                                      |
| 1998                    | Brandel Chamblee        | Estados Unidos          | 265                     | −19                     | 3 tacadas               | Payne Stewart                        |
| 1997                    | Mark Calcavecchia       | Estados Unidos          | 265                     | −19                     | 1 tacada                | Andrew Magee                         |
| 1996                    | Guy Boros               | Estados Unidos          | 272                     | −12                     | 1 tacada                | Emlyn Aubrey Lee Janzen Taylor Smith |